# Bahnbetriebswerk Dortmund Betriebsbahnhof

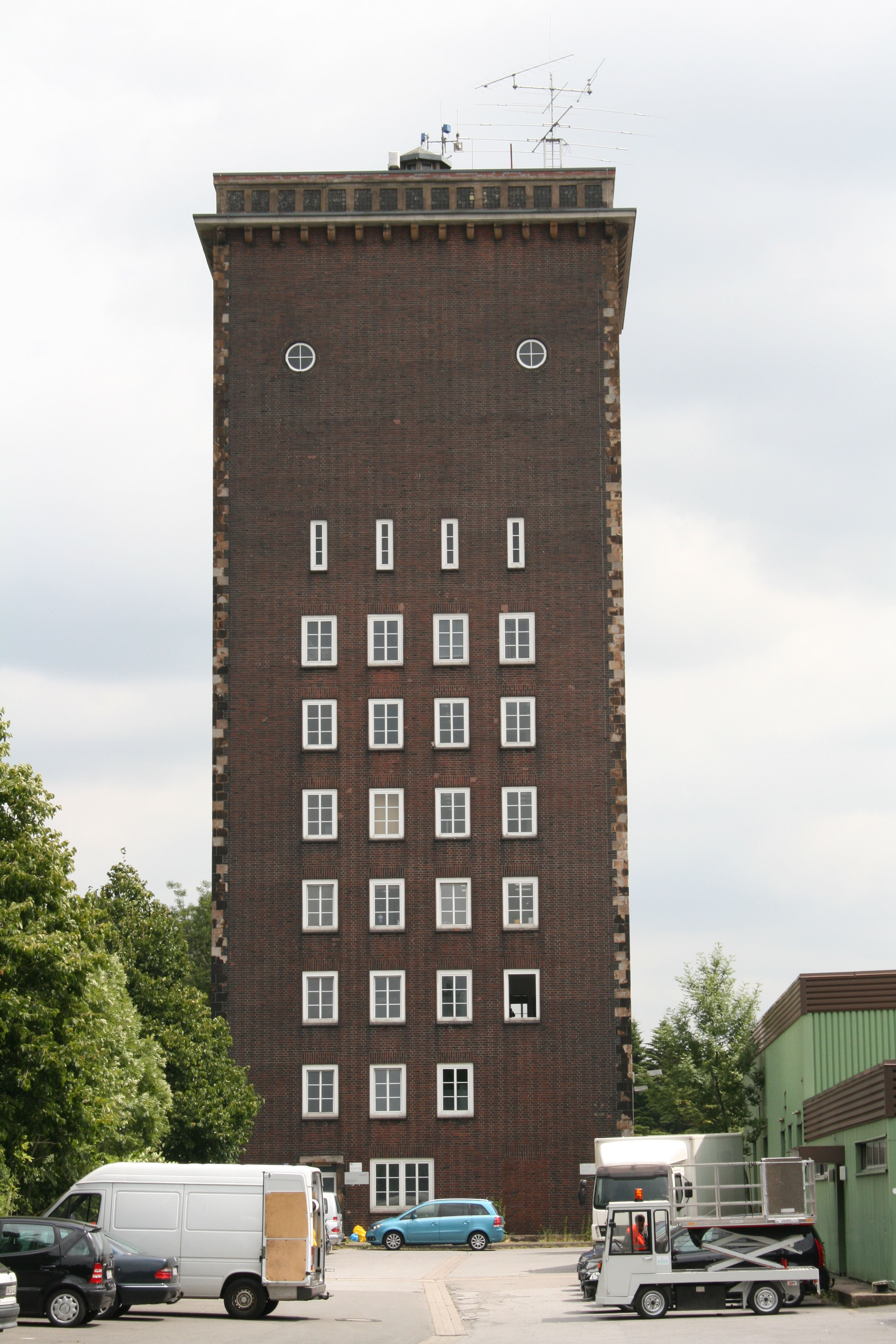
Wasserturm von 1943

Das Betriebswerk Dortmund Betriebsbahnhof befindet sich seit 1943 im Dortmunder Stadtbezirk Innenstadt-Nord unweit des Hoeschparks.
Nachdem ursprünglich die Bahnbetriebswerkstätten dem Dortmunder Hauptbahnhof angegliedert waren, plante man ab den 1930er Jahren wegen fehlender Erweiterungsmöglichkeiten einen Neubau der Werkstätten im Stadtteil Körne. Während des Zweiten Weltkrieges entstanden hier Lokbehandlungsanlagen, ein Lokschuppen mit einem Verwaltungstrakt und ein Kesselhaus. Wahrzeichen des Betriebswerks ist das bis heute weithin sichtbare und als Wasserturm genutzte 37 m hohe Hochhaus aus Stahlbeton. In diesem neoklassizistischen, mit Klinkern verkleideten Bauwerk befanden sich auf den ersten sieben Etagen Dienst- und Übernachtungsräume und im oberen Teil ein 1000 m³ fassender Wasserbehälter. Es ähnelt in Grundzügen dem Wasserturm des Dortmunder Südbahnhofs. Der Lokschuppen, eine zehngleisige Rechteckhalle, verfügte über zwei Schiebebühnen und zwei Drehscheiben.
Dem Betriebswerk angegliedert ist das Bahnbetriebswagenwerk Dortmund. Hier wurden vermutlich ab 1940 die Dieseltriebwagen für den Ruhrschnellverkehr gewartet.
Nach Kriegsende waren im Bahnbetriebswerk Dampflokomotiven der Baureihe 03.10 beheimatet; die häufig vor F-Zügen eingesetzt wurden. Zudem bestand eine Abteilung für Schnelltriebwagen, die unter anderem die Fahrzeuge für den Rheinblitz stellte. Zwischen 1957 und 1969 waren bis zu sechs Triebwagen der Baureihe 601 stationiert, die für den Trans-Europ-Express Verwendung fanden.

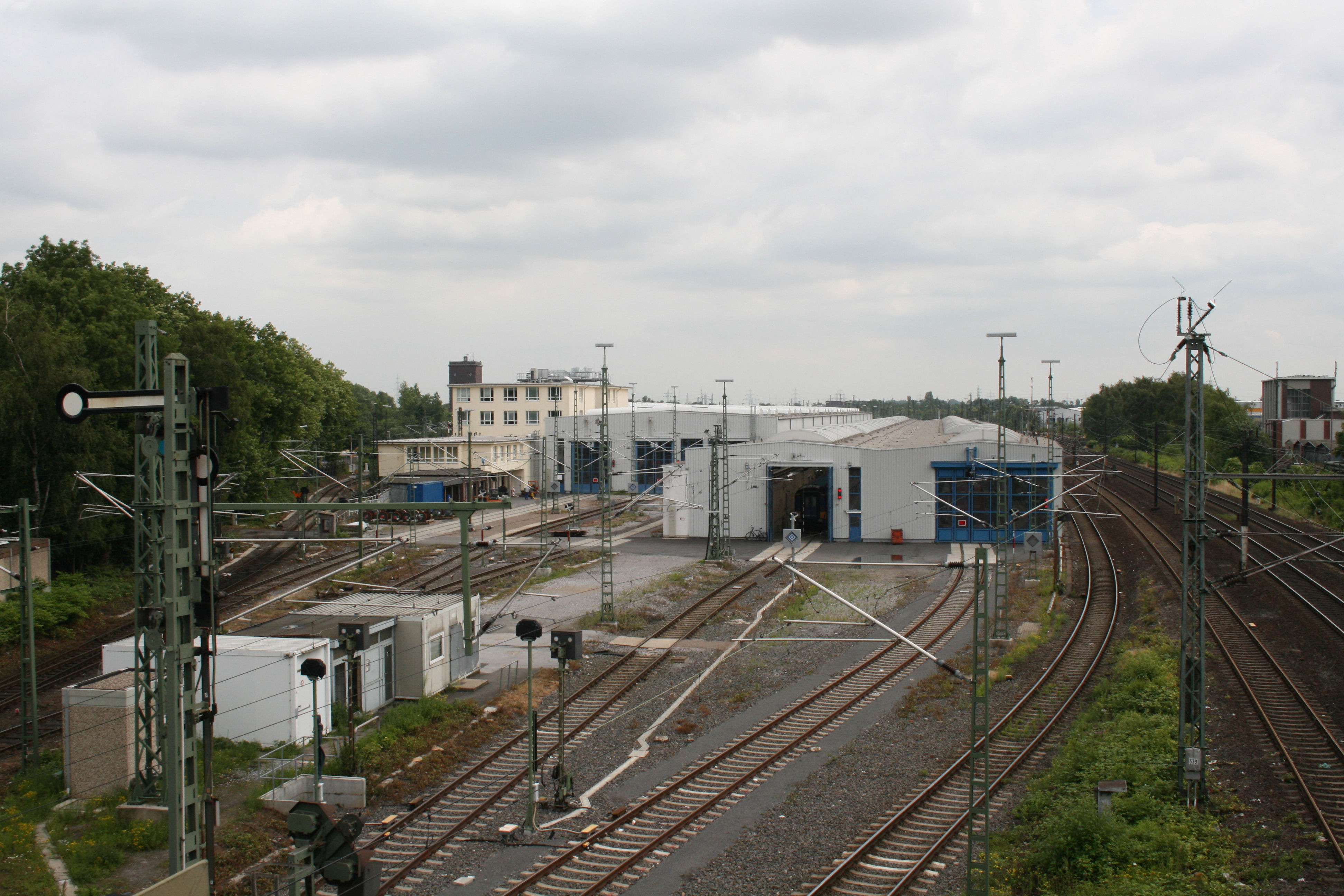
Wartungshallen für den ICE 3

Für den Ruhrschnellverkehr standen zwischen 1949 und 1951 Dampflokomotiven der Baureihe 62 zur Verfügung. Mit der Aufnahme des elektrischen Betriebs zwischen Hamm und Düsseldorf kamen Elektrotriebwagen der Baureihe 430 von Dortmund Betriebsbahnhof aus zum Einsatz.
Heute ist das Betriebswerk Dortmund Betriebsbahnhof Standort der DB Regio NRW und DB Fernverkehr AG. Neben den Elektrolokomotiven und den Dieseltriebwagen des Regionalverkehrs und den Waggons des Fernverkehrs wird seit dem 15. Dezember 2002 in einer neu errichteten 250 Meter langen Halle auch der ICE 3 gewartet.
Das Betriebswerk Dortmund Betriebsbahnhof ist Teil der Route der Industriekultur. Der Wasserturm ist als Baudenkmal in die Denkmalliste der Stadt Dortmund eingetragen.